# Lake Elmo
Lake Elmo ist eine Stadt im Washington County  im US-Bundesstaat Minnesota.

## Geografie
Little Canada befindet sich im Zentrum des Washington County innerhalb der Metropolregion Minneapolis–Saint Paul. Der Minnesota State Highway 36 verläuft in Ost-West-Richtung entlang der Nordgrenze von Lake Elmo. Die Interstate 94 verläuft in Ost-West-Richtung entlang der Südgrenze von Lake Elmo.

## Geschichte
Die Stadt erhielt ihren Namen vom nahe gelegenen Lake Elmo. Lake Elmo begann 1852 mit einer Farm an der südwestlichen Ecke der Kreuzung der heutigen Manning Avenue und 30th Street, südöstlich des Stadtzentrums von Lake Elmo und auf der anderen Seite der Autobahn gegenüber dem Lake Elmo Airport.

## Demografie
Nach der Volkszählung von 2020 leben in Lake Elmo 11.335 Menschen. Die Bevölkerung teilte sich im Jahr 2019 auf in 92,2 % Weiße, 2,0 % Afroamerikaner, 0,1 % amerikanische Ureinwohner, 1,5 % Asiaten und 2,1 % mit zwei oder mehr Ethnizitäten. Hispanics oder Latinos aller Ethnien machten 7,2 % der Bevölkerung aus. Das mittlere Haushaltseinkommen lag 2019 bei 118.421 US-Dollar und die Armutsquote bei 6,2 %.

## Söhne und Töchter der Stadt
- Sydney Peterson (* 2002), Para-Ski-nordisch-Sportlerin